# Подводные лодки типа «Сеттембрини»
Подводные лодки типа «Сеттембри́ни» — класс итальянских подводных лодок средней дальности времён Второй Мировой войны. Для итальянского флота было построено две лодки, также было построено три лодки для Аргентины. Автор проекта — В. Каваллини. Лодки данного класса использовались и после завершения Второй Мировой войны.

## Конструкция
Проект на базе ПЛ типа «Mameli», в котором исправлена недостаточная остойчивость. Кроме того, более чем в два раза увеличена дальность плавания, число торпедных аппаратов доведено до 8. Вступили в строй в 1932 году. Конструкция частично двухкорпусная, рабочая глубина погружения 90 м.
В 1943 году получили рубки уменьшенного размера.

## Судьба

### «Луиджи Сеттембрини»
Участвовала в боевых действиях в Испании во время гражданской войны. 3 сентября 1937 года под командование лейтенанта Беппино атаковала советский транспорт «Благоев», предварительно ссадив команду. Вторую Мировую войну лодка встретила в заливе Таранто. 7 августа 1940 года была отправлена в Иерихонский канал и этим же утром неудачно атаковала два эсминца. 13 августа вернулась на базу. В сентябре 1940 была переведена в подводную группу в Мессине. В ноябре 1940 года использовалась для охраны Ионического и Эгейского морей. 23 апреля 1941 года неудачно атаковала английский крейсер[какой?]. В дальнейшем использовалась в Ливии. Во время операции «Хаски» не очень успешно занималась обороной Сицилии и Калабрии. После подписания перемирия с пятью другими лодками была отправлена на Мальту. В дальнейшем была отправлена в США. 15 ноября 1943 года была случайно протаранена эскортным кораблем США Frament и затонула. В результате столкновения погибло 8 моряков.

### «Руджеро Сеттимо»
Также участвовала в боевых действиях в Испании, но менее результативно. 13 июня 1940 года под командованием лейтенанта Джовани Канти столкнулась с неизвестной лодкой по которой было выпущено две торпеды, лодка от боя уклонилась. 12 июля 1940 в районе Каппо Пассеро лодка была атакована глубинными бомбами с гидросамолёта Short Sunderland. 10 января 1941 года лодка под командованием капитан-лейтенанта Марио Спано заметила два британских крейсера 7-го дивизиона которые участвовали в операции «Excess». Лодка выпустила две торпеды на дальности 1400 м. Акустик зафиксировал взрывы которые подтверждены не были. В июле 1941 года безрезультатно действовала в районе Пантеллерии и Мальты. Также принимала участие в операциях в Ливии. Была списана 01.08.1948 и вскоре разобрана на металл.